# Yojimbo – Livvakten
Yojimbo – Livvakten är en japansk film från 1961, regisserad av Akira Kurosawa och delvis baserad på Dashiell Hammetts roman Röd skörd från 1928. Filmen hade svensk premiär den 28 oktober 1964 på biografen Grand i Stockholm. 

## Handling
Filmen utspelar sig i Japan under 1800-talet. En ronin, som kallar sig Kuwabatake Sanjuro, färdas runt på den japanska landsbygden och kommer till en by med två rivaliserande familjer som båda försöker ta kontrollen över byn. De bybor som inte tillhör någon av falangerna lider av bråken och Sanjuro försöker därför att på egen hand lösa problemet. Detta gör han genom att erbjuda sin tjänst som livvakt (Yojimbo) åt de bägge familjeöverhuvudena, en i taget. Eftersom han har visat att han är mycket skicklig med sin katana har han inga problem att få anställning. Han manipulerar de båda familjerna till att attackera varandra och till slut, efter blodiga strider, har han eliminerat båda familjerna och lugn råder åter i byn.

## Nyinspelningar
Flera nyinspelningar av filmen har gjorts som berättar samma historia men i andra miljöer; 
- För en handfull dollar (1964) av Sergio Leone
- Last Man Standing (1996) av Walter Hill

## Rollista (i urval)
- Toshirô Mifune
- Tatsuya Nakadai
- Yôko Tsukasa
- Isuzu Yamada
- Daisuke Kato
- Seizaburô Kawazu
- Takashi Shimura
- Hiroshi Tachikawa
- Yosuke Natsuki
- Eijirô Tono
- Kamatari Fujiwara
- Ikio Sawamura
- Atsushi Watanabe
- Susumu Fujita
- Kyu Sazanka
- Kô Nishimura
- Takeshi Katô